# Aégis
«Aégis» — третій студійний альбом норвезького метал-гурту Theatre of Tragedy. Реліз відбувся 18 серпня 1998 року.

## Список композицій
| #     | Назва       | Note   | Тривалість |
| ----- | ----------- | ------ | ---------- |
| 1.    | «Cassandra» |        | 6:47       |
| 2.    | «Lorelei»   |        | 5:36       |
| 3.    | «Angélique» |        | 5:45       |
| 4.    | «Aœde»      |        | 6:10       |
| 5.    | «Siren»     |        | 7:27       |
| 6.    | «Samantha»  | Note 1 | 4:12       |
| 7.    | «Venus»     |        | 5:32       |
| 8.    | «Poppæa»    |        | 5:46       |
| 9.    | «Bacchante» |        | 6:42       |
| 10.   | «Virago»    | Note 1 | 5:19       |
| 59:16 |             |        |            |

Примітки
1. ↑   Бонусний трек японського обмеженого видання

## Учасники запису
- Раймонд Іштван Рохоній — чоловічий вокал
- Лів Крістін — жіночий вокал
- Френк Клауссен — гітари
- Томмі Олссон — гітари
- Лоренц Аспен — клавіші
- Айрек Салтро — бас-гітара
- Хайн Фрод Хансен — ударні

## Чарти
| Чарт (1998)         | Місце |
| ------------------- | ----- |
| German Albums Chart | 40    |